# Ŝ
Ŝ, en minúscules ŝ, (S amb accent circumflex) és la vint-i-tresena lletra de l'alfabet en esperanto i la vint-i-cinquena de l'eurolingua, que correspon a una fricativa postalveolar sorda ([ʃ] en l'Alfabet Fonètic Internacional).